# Danh sách hoàng hậu và phi tần Thái Lan
Vương hậu và công chúa phu nhân của Thái Lan

## Vương quốc Sukhothai

### Vương triều Phra Ruang
| Hình ảnh | Tên             | Phụ thân                       | Ngày sinh                      | Kết hôn                        | Đăng quang                     | Ceased to be Consort           | Mất                            | Chồng              |
| -------- | --------------- | ------------------------------ | ------------------------------ | ------------------------------ | ------------------------------ | ------------------------------ | ------------------------------ | ------------------ |
|          | Phra Nang Suang | Triều đại chồng không xác định | Triều đại chồng không xác định | Triều đại chồng không xác định | Triều đại chồng không xác định | Triều đại chồng không xác định | Triều đại chồng không xác định | Sri Indraditya     |
|          | Phra Nang Saka  | Triều đại chồng không xác định | Triều đại chồng không xác định | Triều đại chồng không xác định | Triều đại chồng không xác định | Triều đại chồng không xác định | Triều đại chồng không xác định | Maha Thammaracha I |

## Vương quốc Ayutthaya

### Vương triều Uthong
| Hình ảnh | Tên       | Phụ thân                       | Ngày sinh                      | Kết hôn                        | Đăng quang                     | Ceased to be Consort           | Mất                            | Chồng  |
| -------- | --------- | ------------------------------ | ------------------------------ | ------------------------------ | ------------------------------ | ------------------------------ | ------------------------------ | ------ |
|          | Bummawadi | Triều đại chồng không xác định | Triều đại chồng không xác định | Triều đại chồng không xác định | Triều đại chồng không xác định | Triều đại chồng không xác định | Triều đại chồng không xác định | Uthong |

### Vương triều Suphannaphum
| Hình ảnh | Tên                                                                 | Phụ thân                                                       | Ngày sinh                                                      | Kết hôn                                                        | Đăng quang                                                     | Ceased to be Consort                                           | Mất                                                            | Chồng                      |
| -------- | ------------------------------------------------------------------- | -------------------------------------------------------------- | -------------------------------------------------------------- | -------------------------------------------------------------- | -------------------------------------------------------------- | -------------------------------------------------------------- | -------------------------------------------------------------- | -------------------------- |
|          | Phrasuja devi (Sister in Thammaracha III)                           | (trong khoảng 1409-1424) triều đại của chồng                   | (trong khoảng 1409-1424) triều đại của chồng                   | (trong khoảng 1409-1424) triều đại của chồng                   | (trong khoảng 1409-1424) triều đại của chồng                   | (trong khoảng 1409-1424) triều đại của chồng                   | (trong khoảng 1409-1424) triều đại của chồng                   | Intha Racha                |
|          | Phra Akara caya(unknown name) (daughter of Thammaracha III)         | (trong khoảng 1424-1448) triều đại của chồng                   | (trong khoảng 1424-1448) triều đại của chồng                   | (trong khoảng 1424-1448) triều đại của chồng                   | (trong khoảng 1424-1448) triều đại của chồng                   | (trong khoảng 1424-1448) triều đại của chồng                   | (trong khoảng 1424-1448) triều đại của chồng                   | Borommarachathirat II      |
|          | Phra raja devi (unknown name)                                       | (trong khoảng 1448-1488) triều đại của chồng                   | (trong khoảng 1448-1488) triều đại của chồng                   | (trong khoảng 1448-1488) triều đại của chồng                   | (trong khoảng 1448-1488) triều đại của chồng                   | (trong khoảng 1448-1488) triều đại của chồng                   | (trong khoảng 1448-1488) triều đại của chồng                   | Trailokkanat               |
|          | Phra raja devi (unknown name)                                       | (trong khoảng 1491-1529) triều đại của chồng                   | (trong khoảng 1491-1529) triều đại của chồng                   | (trong khoảng 1491-1529) triều đại của chồng                   | (trong khoảng 1491-1529) triều đại của chồng                   | (trong khoảng 1491-1529) triều đại của chồng                   | (trong khoảng 1491-1529) triều đại của chồng                   | Chettathirat               |
|          | Phra Akara caya(unknown name) (later queen regent of Ratsadathirat) | (trong khoảng 1529-1533) triều đại của chồng                   | (trong khoảng 1529-1533) triều đại của chồng                   | (trong khoảng 1529-1533) triều đại của chồng                   | (trong khoảng 1529-1533) triều đại của chồng                   | (trong khoảng 1529-1533) triều đại của chồng                   | (trong khoảng 1529-1533) triều đại của chồng                   | Borommarachathirat II      |
|          | Jitravadee                                                          | (trong khoảng 1534-Năm mất?) triều đại của chồng               | (trong khoảng 1534-Năm mất?) triều đại của chồng               | (trong khoảng 1534-Năm mất?) triều đại của chồng               | (trong khoảng 1534-Năm mất?) triều đại của chồng               | (trong khoảng 1534-Năm mất?) triều đại của chồng               | (trong khoảng 1534-Năm mất?) triều đại của chồng               | Chairacha                  |
|          | Si Suda Chan                                                        | (trong khoảng 1534-1546) triều đại của chồng                   | (trong khoảng 1534-1546) triều đại của chồng                   | (trong khoảng 1534-1546) triều đại của chồng                   | (trong khoảng 1534-1546) triều đại của chồng                   | (trong khoảng 1534-1546) triều đại của chồng                   | (trong khoảng 1534-1546) triều đại của chồng                   | Chairacha                  |
|          | Si Suda Chan                                                        | (trong khoảng 1548) triều đại của chồng                        | (trong khoảng 1548) triều đại của chồng                        | (trong khoảng 1548) triều đại của chồng                        | (trong khoảng 1548) triều đại của chồng                        | (trong khoảng 1548) triều đại của chồng                        | (trong khoảng 1548) triều đại của chồng                        | Worawongsathirat(disputed) |
|          | Suriyothai                                                          | (trong khoảng 1548 - chết 3 tháng 2, 1548) triều đại của chồng | (trong khoảng 1548 - chết 3 tháng 2, 1548) triều đại của chồng | (trong khoảng 1548 - chết 3 tháng 2, 1548) triều đại của chồng | (trong khoảng 1548 - chết 3 tháng 2, 1548) triều đại của chồng | (trong khoảng 1548 - chết 3 tháng 2, 1548) triều đại của chồng | (trong khoảng 1548 - chết 3 tháng 2, 1548) triều đại của chồng | Maha Chakkraphat           |

### Vương triều Sukhothai
| Hình ảnh | Tên                 | Phụ thân                                     | Ngày sinh                                    | Kết hôn                                      | Đăng quang                                   | Ceased to be Consort                         | Mất                                          | Chồng            |
| -------- | ------------------- | -------------------------------------------- | -------------------------------------------- | -------------------------------------------- | -------------------------------------------- | -------------------------------------------- | -------------------------------------------- | ---------------- |
|          | Wisutkasat          | (trong khoảng 1516-1590) triều đại của chồng | (trong khoảng 1516-1590) triều đại của chồng | (trong khoảng 1516-1590) triều đại của chồng | (trong khoảng 1516-1590) triều đại của chồng | (trong khoảng 1516-1590) triều đại của chồng | (trong khoảng 1516-1590) triều đại của chồng | Maha Thammaracha |
|          | Chao Khrua Manichan | (trong khoảng 1583-1605) triều đại của chồng | (trong khoảng 1583-1605) triều đại của chồng | (trong khoảng 1583-1605) triều đại của chồng | (trong khoảng 1583-1605) triều đại của chồng | (trong khoảng 1583-1605) triều đại của chồng | (trong khoảng 1583-1605) triều đại của chồng | Naresuan         |

### Vương triều Prasat Thong
| Hình ảnh | Tên                           | Phụ thân                                     | Ngày sinh                                    | Kết hôn                                      | Đăng quang                                   | Ceased to be Consort                         | Mất                                          | Chồng        |
| -------- | ----------------------------- | -------------------------------------------- | -------------------------------------------- | -------------------------------------------- | -------------------------------------------- | -------------------------------------------- | -------------------------------------------- | ------------ |
|          | Phra raja devi siri kanlayani | (trong khoảng 1611-1628) triều đại của chồng | (trong khoảng 1611-1628) triều đại của chồng | (trong khoảng 1611-1628) triều đại của chồng | (trong khoảng 1611-1628) triều đại của chồng | (trong khoảng 1611-1628) triều đại của chồng | (trong khoảng 1611-1628) triều đại của chồng | Prasat Thong |

### Vương triều Ban Phlu Luang
| Hình ảnh | Tên                           | Phụ thân                    | Ngày sinh | Kết hôn                  | Đăng quang               | Ceased to be Consort | Mất           | Chồng        |
| -------- | ----------------------------- | --------------------------- | --------- | ------------------------ | ------------------------ | -------------------- | ------------- | ------------ |
|          | Sudavadi, Princess Yothathep  | Narai (Prasatthong)         | 1656      | 1688 husband's accession | 1688 husband's accession | 1703 chồng chết      | 1735          | Phetracha    |
|          | Sisuphan, Princess Yothathip  | Prasatthong (Prasatthong)   | 1635      | 1688 husband's accession | 1688 husband's accession | 1703 chồng chết      | 1706          | Phetracha    |
|          | Princess Thephamat            | ?                           | ?         | ?                        | 1688 husband's accession | 1703 chồng chết      | ?             | Phetracha    |
|          | Kaeofa                        | ?                           | ?         | ?                        | 1688 husband's accession | 1703 chồng chết      | ?             | Phetracha    |
|          | unknown                       | ?                           | ?         | ?                        | 1703 husband's accession | 1709 chồng chết      | ?             | Sanphet VIII |
|          | Thongsuk, Princess Rachanurak | ?                           | ?         | ?                        | 1709 husband's accession | 1733 chồng chết      | ?             | Sanphet IX   |
|          | Khao, Princess Aphainuchit    | Lord Bamroe Phuthon         | ?         | ?                        | 1735 husband's accession | 1758 chồng chết      | ?             | Borommakot   |
|          | Phlap, Princess Phiphitmontri | Lord Bamroe Phuthon         | ?         | ?                        | 1735 husband's accession | 1758 chồng chết      | ?             | Borommakot   |
|          | Sangwan                       | Prince Dam (Ban Phlu Luang) | ?         | ?                        | 1735 husband's accession | 1756 executed        | 1756 executed | Borommakot   |
|          | unknown                       | ?                           | ?         | ?                        | 1758 husband's accession | 1758 chồng thoái vị  | ?             | Uthumphon    |
|          | Princess Wimonphat or Maoli   | ?                           | ?         | ?                        | 1758 husband's accession | 1767 chồng chết      | ?             | Ekkathat     |

## Vương quốc Thonburi

### Vương triều Thonburi
| Hình ảnh | Tên               | Phụ thân                                                        | Ngày sinh                                                       | Kết hôn                                                         | Đăng quang                                                      | Ceased to be Consort                                            | Mất                                                             | Chồng  |
| -------- | ----------------- | --------------------------------------------------------------- | --------------------------------------------------------------- | --------------------------------------------------------------- | --------------------------------------------------------------- | --------------------------------------------------------------- | --------------------------------------------------------------- | ------ |
|          | Batboricha (Sorn) | (28 tháng 12 năm 1768 – 6 tháng 4 năm 1782) triều đại của chồng | (28 tháng 12 năm 1768 – 6 tháng 4 năm 1782) triều đại của chồng | (28 tháng 12 năm 1768 – 6 tháng 4 năm 1782) triều đại của chồng | (28 tháng 12 năm 1768 – 6 tháng 4 năm 1782) triều đại của chồng | (28 tháng 12 năm 1768 – 6 tháng 4 năm 1782) triều đại của chồng | (28 tháng 12 năm 1768 – 6 tháng 4 năm 1782) triều đại của chồng | Taksin |

## Vương quốc Xiêm/Vương quốc Thái Lan

### Vương triều Chakri
| Hình ảnh | Tên                    | Phụ thân                                     | Ngày sinh                | Kết hôn                                        | Đăng quang                                                                                       | Ceased to be Consort                                             | Mất                               | Chồng                            |
| --- | ---------------------- | -------------------------------------------- | ------------------------ | ---------------------------------------------- | ------------------------------------------------------------------------------------------------ | ---------------------------------------------------------------- | --------------------------------- | -------------------------------- |
| | Amarindra              | Thong Na Bangxang                            | 15 tháng 3 năm 1737      | khoảng năm 1760                                | 6 tháng 4 năm 1782 husband's accession                                                           | 7 tháng 9 năm 1809 chồng chết                                    | 25 tháng 5 năm 1826               | Buddha Yodfa Chulaloke (Rama I)  |
| | Sri Suriyendra         | Ngeon Saetan                                 | ca. 1767                 | khoảng năm 1801                                | 7 tháng 9 năm 1809 husband's accession                                                           | 21 tháng 7 năm 1824 chồng chết                                   | ca. 1836                          | Buddha Loetla Nabhalai (Rama II) |
| | Kunthon Thipphayawadi  | Buddha Yodfa Chulaloke                       | ca. 1798                 | trước năm 1816                                 | trước năm 1816 granted use of the title Princess consort                                         | 21 tháng 7 năm 1824 chồng chết                                   | ca. 1838                          | Buddha Loetla Nabhalai (Rama II) |
| Nangklao (Rama III) had many children including sons by his many wives and concubines, but he raised none of his consorts to the title queen. |                        |                                              |                          |                                                |                                                                                                  |                                                                  |                                   |                                  |
| | Somanass Waddhanawathy | Prince Lakkhananukhun                        | 21 tháng 12 năm 1834     | 1 tháng 4 năm 1851                             | 1 tháng 4 năm 1851                                                                               | 10 tháng 10 năm 1852                                             | 10 tháng 10 năm 1852              | Mongkut (Rama IV)                |
| | Debsirindra            | Siriwongse, Prince Matayaphithak             | 17 tháng 7 năm 1834      | 1 tháng 4 năm 1851                             | 1853 granted use of the title Princess consort after 1853 granted use of the title Queen consort | 9 tháng 9 năm 1861                                               | 9 tháng 9 năm 1861                | Mongkut (Rama IV)                |
| | Phannarai              | Siriwongse, Prince Matayaphithak             | 9 tháng 5 năm 1838       | 1 tháng 4 năm 1851                             | 1853 granted use of the title Princess consort                                                   | 1 tháng 10 năm 1868 chồng chết                                   | 22 tháng 6 năm 1914               | Mongkut (Rama IV)                |
| | Sunandha Kumariratana  | Mongkut (Rama IV)                            | 10 tháng 11 năm 1860     | 1878                                           | 1878                                                                                             | 31 tháng 5 năm 1880                                              | 31 tháng 5 năm 1880               | Chulalongkorn (Rama V)           |
| | Sukhumala Marasri      | Mongkut (Rama IV)                            | 10 tháng 5 năm 1861      | 1878                                           | 1878 granted use of the title Princess consort                                                   | 23 tháng 10 năm 1910 chồng chết                                  | 9 tháng 7 năm 1927                | Chulalongkorn (Rama V)           |
| | Savang Vadhana         | Mongkut (Rama IV)                            | 10 tháng 9 năm 1862      | 1878                                           | 1878 granted use of the title Princess consort 1880 granted use of the title Queen consort       | 23 tháng 10 năm 1910 chồng chết                                  | 17 tháng 12 năm 1955              | Chulalongkorn (Rama V)           |
| | Saovabha Phongsri      | Mongkut (Rama IV)                            | ngày 1 tháng 1 năm 1864  | 1878                                           | 1878                                                                                             | 23 tháng 10 năm 1910 chồng chết                                  | 20 tháng 10 năm 1919              | Chulalongkorn (Rama V)           |
| | Thaksincha             | Mongkut (Rama IV)                            | 18 tháng 9 năm 1852      | 1871                                           | 1871                                                                                             | 1872 mental illness                                              | 13 tháng 9 năm 1906               | Chulalongkorn (Rama V)           |
| | Ubolratana Narinag     | Ladawan, Prince Phuminthra Phakdi            | 28 tháng 11 năm 1847     | 1872 granted use of the title Princess consort | 1872 granted use of the title Princess consort                                                   | 15 tháng 10 năm 1901                                             | 15 tháng 10 năm 1901              | Chulalongkorn (Rama V)           |
| | Saovabhak Nariratana   | Ladawan, Prince Phuminthra Phakdi            | ngày 26 tháng 1 năm 1854 | 1872 granted use of the title Princess consort | 1872 granted use of the title Princess consort                                                   | 21 tháng 7 năm 1887                                              | 21 tháng 7 năm 1887               | Chulalongkorn (Rama V)           |
| | Saisavali Bhiromya     | Ladawan, Prince Phuminthra Phakdi            | 28 tháng 9 năm 1863      | 1872 granted use of the title Princess consort | 1872 granted use of the title Princess consort                                                   | 23 tháng 10 năm 1910 chồng chết                                  | 24 tháng 6 năm 1929               | Chulalongkorn (Rama V)           |
| | Dara Rasmi             | Inthawichayanon of Chiangmai                 | 26 tháng 8 năm 1873      | 1908                                           | 1908                                                                                             | 23 tháng 10 năm 1910 chồng chết                                  | 9 tháng 12 năm 1933               | Chulalongkorn (Rama V)           |
| | Lakshamilavan          | Varavannakorn, Prince Naradhip Prapanpong    | ca. 1899                 | ngày 12 tháng 1 năm 1922                       | 27 tháng 8 năm 1922 granted use of the title Princess consort                                    | 25 tháng 11 năm 1925 chồng chết                                  | 29 tháng 8 năm 1961 assassination | Vajiravudh (Rama VI)             |
| | Indrasakdi Sachi       | Lord Suthammamontri (Pluem Sucharitakul)     | ca. 1902                 | 1921                                           | 1922 elevated to Queen 1925 demoted to princess consort                                          | 25 tháng 11 năm 1925 chồng chết                                  | 30 tháng 11 năm 1975              | Vajiravudh (Rama VI)             |
| | Suvadhana              | Lord Aphaiphubet (Lueam Abhaiwongse)         | 15 tháng 4 năm 1906      | 10 tháng 8 năm 1924                            | 10 tháng 8 năm 1924                                                                              | 25 tháng 11 năm 1925 chồng chết                                  | 10 tháng 10 năm 1985              | Vajiravudh (Rama VI)             |
| | Rambhai Barni          | Svasti Sobhana, Prince Svastivatana Visishta | 20 tháng 12 năm 1904     | tháng 8 năm 1918                               | 25 tháng 11 năm 1925 husband's accession                                                         | 2 tháng 3 năm 1935 chồng thoái vị 30 tháng 5 năm 1941 chồng chết | 22 tháng 5 năm 1984               | Prajadhipok (Rama VII)           |
| | Sirikit                | Nakkhatra Mangkala, Prince of Chunthaburi II | 12 tháng 8 năm 1932      | 5 tháng 5 năm 1950                             | 5 tháng 5 năm 1950                                                                               | 13 tháng 10 năm 2016 chồng chết                                  |                                   | Bhumibol Adulyadej (Rama IX)     |
| | Suthida                |                                              | 3 tháng 6 năm 1976       | 1 tháng 5 năm 2019                             | 1 tháng 5 năm 2019                                                                               | 1 tháng 5 năm 2019                                               |                                   | Maha Vajiralongkorn (Rama X)     |